# Xuelong Rupes
La Xuelong Rupes è una struttura geologica della superficie di Mercurio.